# Fishing Derby
Fishing Derby es un videojuego de pesca escrito por David Crane para Atari Video Computer System (rebautizado como Atari 2600 en 1982) y publicado por Activision en 1980. Es uno de los primeros videojuegos desarrollados por Activision.

## Modo de juego
En Fishing Derby, dos pescadores se sientan en muelles opuestos sobre un lago lleno de peces (y un tiburón que pasa por allí). Usando la palanca de mando, el jugador puede mover el hilo de pescar hacia la izquierda, derecha, arriba y abajo en el agua. Cuando se engancha un pez, el sedal sube lentamente a la superficie del agua. Al presionar el botón de disparo en la palanca de mando, el pez se enrolla más rápido. Sin embargo, si ambos pescadores han enganchado el pez, sólo una persona puede pescarlo (la que enganchó el pez primero). El tiburón que deambula por el agua intentará comerse los peces anzuelos antes de que salgan a la superficie.
El objetivo para ambos pescadores es llegar primero a las 99 libras de pescado. Hay seis filas de peces; las dos filas superiores tienen 2 libras de pescado, las dos filas del medio tienen 4 libras de pescado y las dos filas inferiores tienen 6 libras de pescado. Los peces más valiosos se encuentran en el fondo, pero son más difíciles de traer porque corren un mayor riesgo de ser devorados por el tiburón.
Las dos variantes del juego son simplemente para un jugador y multijugador. En ambos juegos el objetivo es llegar a 99 libras de pescado primero.

## Recepción
En la columna «Arcade Alley» de la revista Video, Fishing Derby se caracterizó por ser «imaginativo, colorido y divertido», brindando a los niños «mejor animación que la televisión de sábado por la mañana y brindando a los adultos un sutil juego de habilidad». En general, los críticos lo recomendaron como un juego familiar.: 105 